# Mountains of the Moon University
Die Mountains of the Moon University, kurz MMU, ist eine Universität in der Stadt Fort Portal im Distrikt Kabarole in Westen Ugandas. Sie wurde 2002 registriert und nahm 2005 den Betrieb auf. Die Universität ist nach dem Ruwenzori-Gebirge benannt.

## Organisation und Studienangebot
Die MMU wird von einem Vizekanzler, der von einem stellvertretenden Vizekanzler unterstützt wird, geleitet; der Kanzler hat repräsentative und symbolische Aufgaben. Die
Universität ist in fünf Schools gegliedert:
- Wirtschaftswissenschaften
- Gesundheitswissenschaften
- Pflanzenbauwissenschaft
- Erziehungswissenschaft
- Informatik.

Die MMU bietet verschiedene Bachelor-, Master-, Diplom- und Zertifikatstudiengänge an, insgesamt handelt es sich um etwa 30 Programme.

## Lage
0° 39′ 29,5″ N, 30° 17′ 6,6″ O
Der alte Campus der Universität befindet sich in Kabundaire, weniger als einen Kilometer vom Stadtzentrum Fort Portals entfernt. Dort befinden sich noch die „School of Education“ (Erziehungswissenschaft) sowie die „School of Informatics and Computing“ (Informatik).
0° 41′ 15″ N, 30° 14′ 51″ O
Der neue „Lake Saaka Campus“ liegt ca. 5 km außerhalb von Fort Portal zwischen zwei Kraterseen. Er beherbergt „School of Business and Management Studies“ (Wirtschaftswissenschaften), „School of Health Science“ (Gesundheitswissenschaften) und „School of Agricultural Science“ (Pflanzenbauwissenschaft).